# مقتل ميشيل جو
ميشيل أليسا جو (29 ديسمبر 1981 – 15 يناير 2022) كانت امرأة أمريكية من أصل صيني تبلغ من العمر 40 عامًا، تم دفعها إلى مسار قطار مترو مدينة نيويورك القادم في محطة تايمز سكوير–42 ستريت، مما أدى إلى وفاتها. تم القبض على المشتبه به، مارشال سيمون، لاحقًا ووجهت إليه تهمة القتل من الدرجة الثانية. 

## النشأة
وُلدت ميشيل جو لأبوين هما جوستين ومارجوري جو في 29 ديسمبر 1981 في بيركلي، كاليفورنيا. كانت الطفلة الثانية لهما بعد وفاة ابنتهما الأولى في المهد. نشأت في فريمونت، كاليفورنيا، مع والديها وأخيها جيفري. في حوالي عام 1994، التحقت بمدرسة أمريكان الثانوية في فريمونت، حيث كانت عضوة في جمعية الشرف ومشجعة، وتخرجت في 1998. درست الاقتصاد في جامعة كاليفورنيا، لوس أنجلوس، وحصلت على درجة البكالوريوس في الاقتصاد عام 2002. عملت أولاً في شركة Ferguson Plumbing Supply في باسادينا، كاليفورنيا، كممثلة خدمة عملاء ومبيعات.
في عام 2010، حصلت على ماجستير في إدارة الأعمال من كلية ستيرن للأعمال بجامعة نيويورك. عملت في باركليز كابيتال، ثم انضمت إلى شركة ديلويت المالية، حيث عملت في مجال الاندماج والاستحواذ.
كانت ميشيل معروفة بأعمالها التطوعية، حيث عملت مع رابطة نيويورك للشباب (NYJL) لأكثر من عقد، مساعدة العديد من سكان نيويورك ذوي الدخل المنخفض. أصدرت NYJL بيانًا بعد وفاتها.

## الوفاة
في 15 يناير 2022، غادرت ميشيل شقتها في الجانب الغربي العلوي من مدينة نيويورك وكانت تنتظر قطار R في محطة تايمز سكوير-42 ستريت. وفقًا للشرطة، حوالي الساعة 9:30 صباحًا، تم دفع ميشيل من الخلف إلى القضبان أمام القطار R القادم. تم تحديد الجاني على أنه مارشال سيمون، البالغ من العمر 61 عامًا. أُعلنت وفاة ميشيل في مكان الحادث. فر سيمون من الموقع لكنه استسلم لاحقًا وأقر بذنبه.

## الإجراءات القانونية
سيمون، سائق تاكسي سابق من أصل هايتي، كان قد أُدين سابقًا بمحاولة سرقة في عامي 1999 و2019، وكان مطلوبًا بموجب مذكرة لانتهاكه شروط الإفراج المشروط. قبل الحادث بوقت قصير، زُعم أنه كان يضايق ركابًا آخرين. أخبرت امرأة أخرى المحققين لاحقًا أن سيمون اقترب منها أيضًا وشعرت بالتهديد منه، فابتعدت عنه. سلم سيمون نفسه للشرطة بعد الحادث بوقت قصير، ووجهت إليه تهمة القتل من الدرجة الثانية.
وفقًا للشرطة، يعاني سيمون من تاريخ مرضي عقلي، حيث تم تشخيصه بالفصام في عام 2002. قال المحامي إتش. ميتشل شومان من خدمات الدفاع في مقاطعة نيويورك إنه "بدلاً من فهم المشكلة المعقدة لمدينة بها العديد من الأشخاص المشردين الذين يعانون من أمراض عقلية غير معالجة يتجولون في شوارعنا، سيكون من المؤسف أن يُضحى بالسيد سيمون على مذبح الرأي العام الانتقامي بدلاً من السعي لفهم أعمق لهذه القضايا المعقدة التي تواجه مجتمعنا الآن." في 19 أبريل 2022، اعتُبر سيمون غير لائق للمحاكمة وتم إيداعه بشكل غير محدد في منشأة نفسية مغلقة. وفي 30 أبريل 2024، اعتُبر سيمون لائقًا عقليًا للمثول أمام المحكمة.

## ردود الفعل
لفتت وفاة جو الانتباه بسبب الحقد غير المبرر للحادث. حضر مئات المعزين مراسم تأبين نُظمت في منطقة خليج سان فرانسيسكو و مدينة نيويورك. وأثارت القضية مخاوف بشأن أزمات التشرد والأمراض العقلية، وزادت من المخاوف من ارتفاع معدلات جرائم الكراهية العنيفة، حيث دعا السكان إلى تحسين الأمن والسياسات الاجتماعية. بما أن القتل وقع خلال تصاعد جرائم الكراهية ضد الآسيويين الشرقيين بعد جائحة كوفيد-19، تساءل والدا جو والصحافة عما إذا كانت مستهدفة بسبب عرقها، رغم أن المحققين لم يعتبروا الفعل جريمة كراهية. سلط الصحفيون الضوء على مقتل جو كمثال على انعدام الأمان الذي تعاني منه النساء، خاصة المنتميات للأقليات، في المدينة، غالبًا مع مقتل كريستينا يونا لي في نفس الشهر، حيث كانت كلتا الضحيتين من أصل آسيوي شرقي وقُتلتا على يد رجال مشردين.
بعد وفاة جو، أعلنت هيئة النقل الحضري (MTA) في فبراير 2022 أنها ستُركب أبواب شاشة على المنصات في ثلاث محطات كجزء من برنامج تجريبي، شملت منصة القطارات 7 و<7> في تايمز سكوير، ومنصة E في محطتي Sutphin Boulevard–Archer Avenue–JFK Airport وThird Avenue. حتى قبل وفاة جو، كانت هناك دعوات لتركيب أبواب الشاشة في عدة محطات، لكن الهيئة لم تفعل ذلك. البرنامج التجريبي في تايمز سكوير لا يشمل المنصة التي قُتلت فيها جو.
في مايو 2024، قدم أربعة من أعضاء الكونغرس الأمريكي قانون ميشيل جو، الذي سيسمح باستخدام أموال Medicaid لدفع تكاليف الإقامة في مجموعة أوسع من المنشآت النفسية.